# Bugatti Atlantic

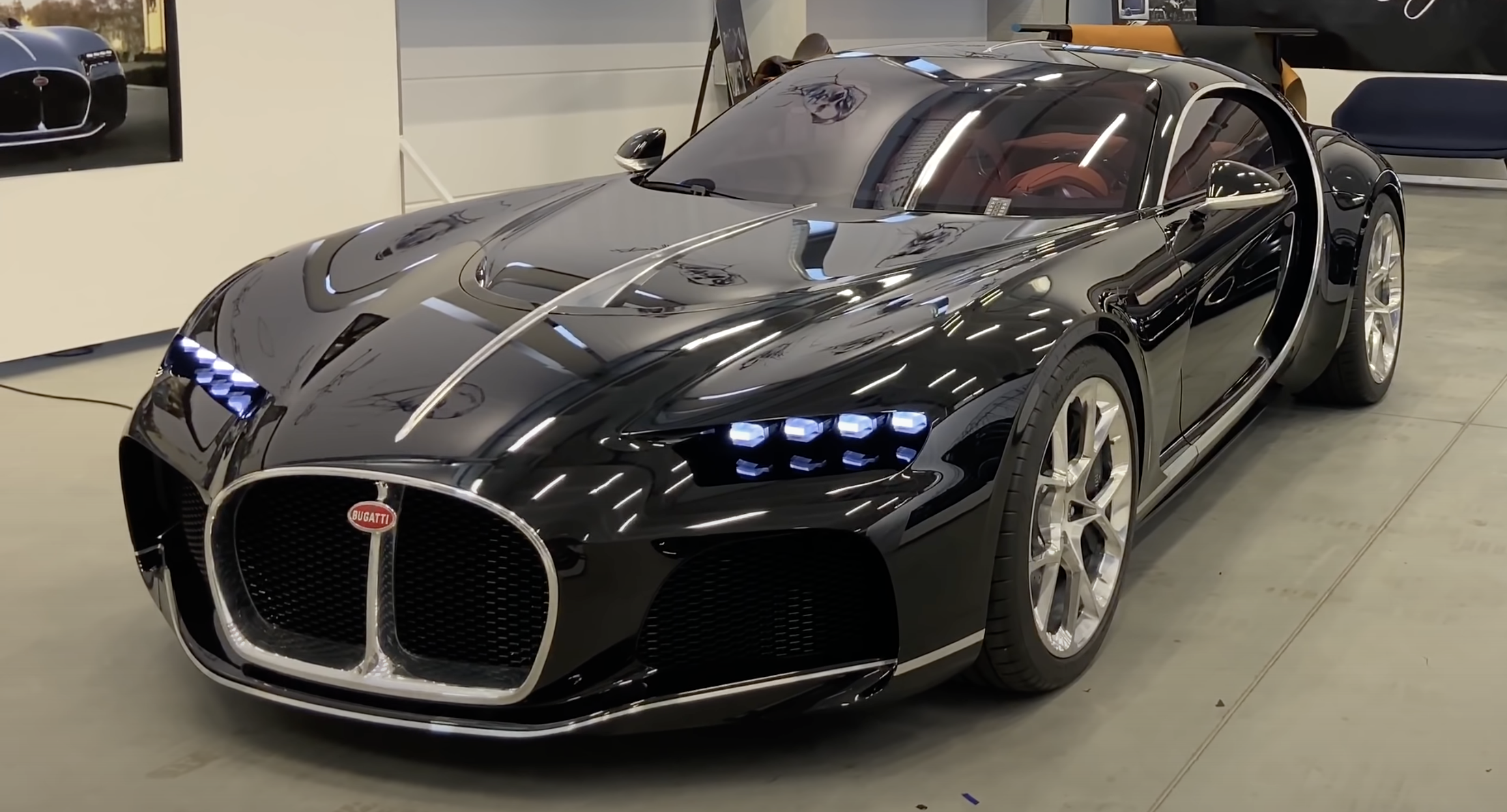
Bugatti Atlantic.

La Bugatti Atlantic est une version moderne de la Bugatti Atlantic type 57 de 1936 sortie en 2015. Elle est restée à l'état de prototype et a été construire à Wolfsburg, le siège de Volkswagen. Elle est aussi surnommée Bugatti Pebble 2015.

## Dieselgate
Le dieselgate qui a mis en cause la maison-mère a mis fin au projet, comme à d'autres d'ailleurs. Cela a empêché une présentation du véhicule au Salon de l'automobile de Genève en 2016 et à Pebble Beach en 2015.

## Voiture plus abordable
La voiture reprend plusieurs éléments du group Volkswagen, ce qui aurait rendu la voiture moins chère que les autres Bugatti commercialisées alors, et donc en faire son entrée de gamme.

## Caractéristiques
Un moteur V8 4 litres, repris de la Veyron lui était destiné, un chassis en carbone également. Deux modèles étaient prévus à la vente, à savoir les versions coupé et roadster, avec une motorisation thermique ou électrique. Le véhicule devait aussi profiter des recherches technologiques destinées à la Porsche Taycan. Une épine dorsale chromée court du capot à l'arrière, rappelant et donc rendant hommage à la voiture de 1936.

## Sources
1. ↑  (en-US) « Bugatti’s Never-Before-Seen Secret Concept Hypercars Revealed », sur Carscoops, 19 février 2020 (consulté le 29 août 2020)
2. ↑  « La Bugatti Atlantic concept de 2015 sort de l’ombre », sur 4Legend.com - AudiPassion.com, 14 mars 2020 (consulté le 29 août 2020)
3. ↑  « Bugatti Veyron Barchetta, Bugatti W16, Bugatti Atantic : Trois concept cars de 2015 qui n’ont jamais vu le jour », sur 4Legend.com - AudiPassion.com, 21 février 2020 (consulté le 29 août 2020)
4. ↑  Supercar Blondie, « Supercar Blondie nous présente la Bugatti Atlantic secrète », sur Motor1.com (consulté le 29 août 2020)
5. ↑  (en) « These are Bugatti’s secret concept cars », sur Top Gear, 17 février 2020 (consulté le 29 août 2020)
6. ↑  « Bugatti dévoile trois projets abandonnés [photos] », sur Sportauto.fr (consulté le 29 août 2020)
7. ↑  « Supercar Blondie avec la Bugatti Atlantic Coupé (2015) [Vidéo] », sur Autoplus.fr (consulté le 29 août 2020)